# Црква Светог Илије у Смаћу
Црква Светог Илије се налазила у Смаћу, насељеном месту на територији општине Призрен, на Косову и Метохији. Припадала је Епархији рашко-призренске Српске православне цркве.
Црква посвећена Светом Илији подигнута је 1994. године по пројекту Милосава Лукића, док је ктитор био Живко Ђорђевић. Налазила се на десет километара северно од Призрена.

## Разарање цркве 1999. године
Након доласка немачких снага КФОР-а, црква је паљена, демолирана и минирана изнутра у јулу 1999. године од стране албанских екстремиста (сви пакети динамита нису експлодирали).